# Durchgang
Ein Durchgang oder eine Passage ist ein astronomisches Ereignis:
- Allgemein das scheinbare Zusammentreffen zweier astronomischer Objekte, z. B. der Periheldurchgang des Planeten XY (sonnennächster Punkt), der Durchgang des Mondes durch die Meridianebene oder eines Sterns durch den Ersten Vertikal.

Speziell als Transit werden folgende Durchgänge bezeichnet:
- Der Meridiandurchgang: Ein Himmelsobjekt durchquert den Meridian (die Südrichtung am Ort des Beobachters). Im Regelfall erreicht es dann den größten Höhenwinkel über dem Horizont. Wenn sich die Deklination (bei nahem Objekt) geringfügig ändert, tritt die größte Höhe kurz vor- oder nach dem Meridiandurchgang ein. Näheres dazu → siehe Kulmination und astronomische Ortsbestimmung.
- Der Transit zweier Himmelskörper oder die teilweise Bedeckung, die in diesem Artikel speziell behandelt werden.
- Der Durchgang eines Gestirns durch das Fadennetz eines Messfernrohrs, siehe Sterndurchgang.

## Transit zweier Himmelskörper

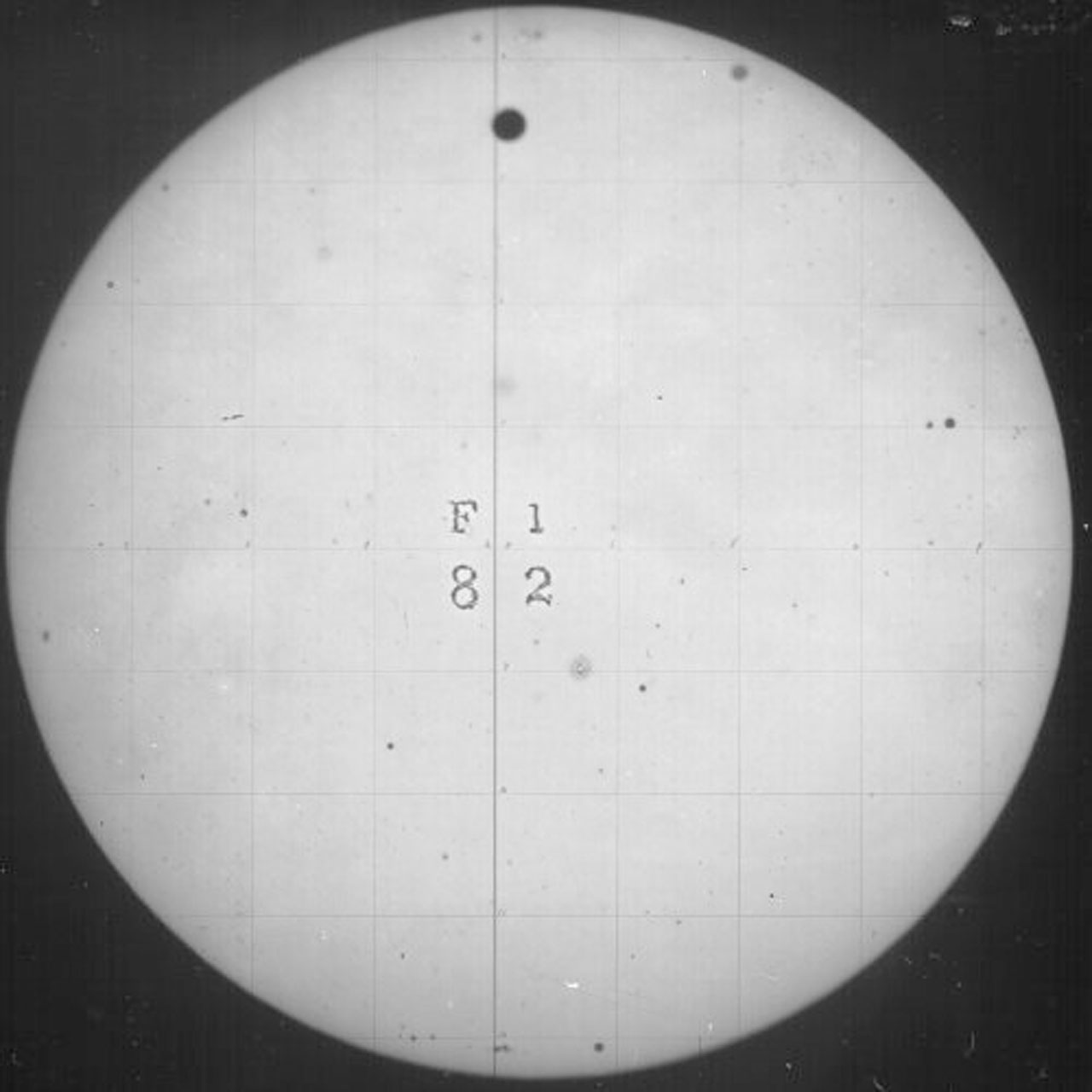
Venustransit am 6. Dezember 1882 (Aufnahme mit Bildmaske)

Venustransit am 5. Juni 2012

Zieht ein scheinbar kleinerer Himmelskörper vor einem anderen vorbei und bedeckt ihn dabei teilweise, so wird dieser Durchgang ein Transit genannt.
Das Größenverhältnis wird dabei nach der scheinbaren Größe bestimmt. Im umgekehrten Fall – bei einer möglicherweise völligen Bedeckung eines scheinbar kleineren Himmelskörpers – spricht man von Okkultation. Diese Ereignisse sind immer auf den Standort Erde bezogen. Ist der Standort im Raum, beispielsweise durch ein Raumschiff, frei wählbar, lässt sich jede prinzipiell mögliche Konstellation jederzeit beobachten.
Der Transit ist ein Sonderfall der Konjunktion.
Dabei sind folgende Konstellationen möglich:
- Bei einem Planetendurchgang zieht einer der unteren Planeten (Merkur oder Venus) vor der Sonne vorbei.

- Ein Planet mit kleinerem Winkeldurchmesser zieht vor einem Planet mit größerem Winkeldurchmesser vorbei
- Ein Mond (Trabant) eines Planeten zieht vor diesem Planeten vorbei
- Ein Asteroid oder Komet zieht vor der Sonne vorbei (siehe: Asteroidendurchgang)
- Ein künstlicher Satellit (z. B. die ISS) zieht vor der Sonne oder dem Mond vorbei
- Ein Doppelstern-Durchgang (bedeckungsveränderlicher Sterne)
- Ein Durchgang eines Exoplaneten vor seinem Zentralstern (siehe Transitmethode)

Anmerkung: Eine Sonnenfinsternis wird nicht als Transit, sondern als Sonderfall der Okkultation bezeichnet, allerdings entspricht eine ringförmige Sonnenfinsternis phänomenologisch einem Transit, weil der Mond einen kleineren Winkeldurchmesser hat als die Sonne
Für einen Durchgang eines unteren Planeten vor der Sonne ist es notwendig, dass die untere Konjunktion (Planet zwischen Sonne und Erde) mit dem Knoten (Schnittpunkt der Bahnebene mit der Ekliptik) zusammenfällt.
Zeitpunkt und Dauer des Durchgangs sind stets von der Beobachtungsposition abhängig.

## Durchgänge künstlicher Erdsatelliten
Auch künstliche Erdsatelliten können in die Sichtlinie zwischen einem Beobachter auf der Erde und der Sonne oder dem Mond geraten. Allerdings sind solche Ereignisse schwer zu beobachten, da der Sichtbarkeitsstreifen nur wenige Kilometer breit ist. Dennoch sind beispielsweise Transite der Internationalen Raumstation ISS vor Sonne und Mond häufig beobachtet und fotografiert worden. Der Satellit wandert meist für 0,5–2 Sekunden vor der Sonne vorbei. Wie bei einem Planetendurchgang ist subjektiv keine visuelle Helligkeitsabnahme zu registrieren.